# Joppa linearis
Joppa linearis là một loài tò vò trong họ Ichneumonidae.